# Pseudovermis
Pseudovermis Perejaslavtzeva, 1891 è un genere di molluschi nudibranchi, unico genere della famiglia Pseudovermidae.

## Tassonomia
Comprende le seguenti specie:
- Pseudovermis axi Marcus Ev. & Er., 1955
- Pseudovermis boadeni Salvini-Plawen & Sterrer, 1968
- Pseudovermis chinensis Hughes, 1991
- Pseudovermis hancocki Challis, 1969
- Pseudovermis indicus Salvini-Plawen & G. C. Rao, 1973
- Pseudovermis japonicus Hamatani & Nunomura, 1973
- Pseudovermis mortoni Challis, 1969
- Pseudovermis papillifer Kowalevsky, 1901
- Pseudovermis paradoxus Perejaslavtseva, 1891
- Pseudovermis salamandrops Ev. Marcus, 1953
- Pseudovermis schultzi Marcus Ev. & Er., 1955
- Pseudovermis soleatus Salvini-Plawen & G. C. Rao, 1973